# Miss Georgien

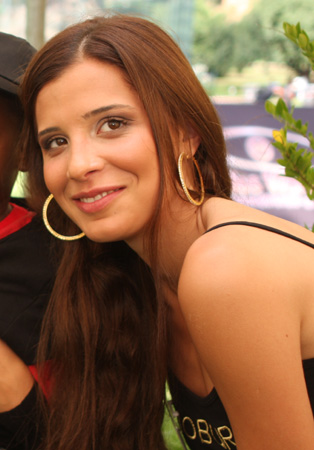
Chatuna S’chirtladse, Miss Georgien 2008

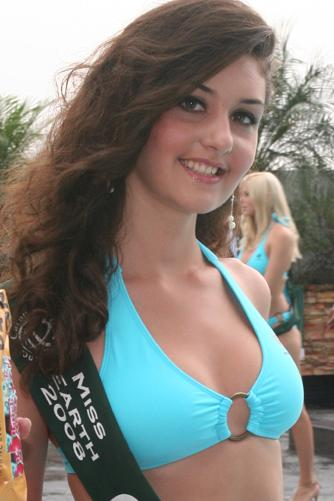
Sopiko Svimonishvili vertrat Georgien 2008 bei der Miss Earth.

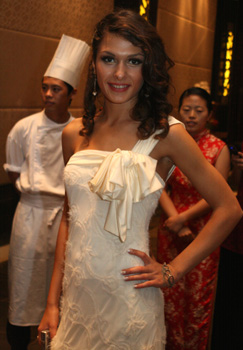
Tamar Nemsizveridse vertrat Georgien 2007 bei der Miss World.

Miss Georgien (georgisch: მის საქართველო, Mis Sakartvelo) ist ein jährlicher nationaler Schönheitswettbewerb für unverheiratete Frauen in Georgien. Er wird seit etwa 1996 veranstaltet. Die Gewinnerinnen und Finalistinnen nehmen an den internationalen Wettbewerben zur Miss Europe, Miss World (seit 2003) und Miss Universe (seit 2004) teil.

## Siegerinnen
Die bisherigen Inhaberinnen des Titels sind ab 2003 bekannt. Aber bereits seit 1996 nahmen georgische Kandidatinnen an der Miss Europe teil, die offenbar von einem Vorgänger des jetzigen Veranstalters gewählt wurden.
| Jahr | Miss Georgien          | Internat. (engl.) Form | Georgische Form    |
| 2003 | Irina Onaschwili       | Irina Onashvili        | ირინა ონაშვილი     |
| 2004 | Salome Tschikwiladse   | Salome Chikviladze     | სალომე ჩიკვილაძე   |
| 2005 | Salome Chelaschwili    | Salome Khelashvili     | სალომე ხელაშვილი   |
| 2006 | Nino Kalandadse        | Nino Kalandadze        | ნინო კალანდაძე     |
| 2007 | Nino Likutschowa       | Nino Likuchova         | ნინო ლიკუჩოვა      |
| 2007 | Tamar Nemsizveridse    | Tamar Nemsitsveridze   | თამარ ნემსიწვერიძე |
| 2008 | Chatuna S’chirtladse   | Khatuna Skhirtladze    | ხათუნა სხირტლაძე   |
| 2009 | Zira Suknidse          | Tsira Suknidze         | ცირა სუქნიძე       |
| 2010 | Dea Arakischwili       | Dea Arakishvili        | დეა არაყიშვილი     |
| 2011 | Schanet Kerdiqoschwili | Janet Kerdikoshvili    | ჟანეტ ქერდიყოშვილი |
| 2012 | Tamar Schedania        | Tamar Shedania         | თამარ შედანია      |
| 2013 | –                      | Ana Zubashvili         | ანა ზუბაშვილი      |
| 2014 | nicht ausgetragen      | –                      | –                  |
| 2015 | –                      | Nuka Karalashvili      | ნუკა ყარალაშვილი   |
| 2016 | nicht ausgetragen      | –                      | –                  |

## Teilnehmerinnen an der Miss Europe vor 2003
| Jahr | Kandidatin              | Internat. (engl.) Form | Georgische Form |
| 1996 | Natia Gogitschaischwili | Natia Gogichaishvili   |                 |
| 1997 | Nino Zkitischwili       | Nino Tskitishvili      |                 |
| 1999 | Eka Tordia              | Eka Tordia             |                 |
| 2001 | Ana Aschwetia           | Ana Ashvetia           |                 |
| 2002 | Natalia Marikoda        | Natalia Marikoda       |                 |